# Hostynne (Kropywnyzkyj)
Hostynne (ukrainisch Гостинне; russisch Гостинное/Gostinnoje) ist ein Dorf der Landgemeinde Dmytriwka in der Oblast Kirowohrad in der Ukraine.

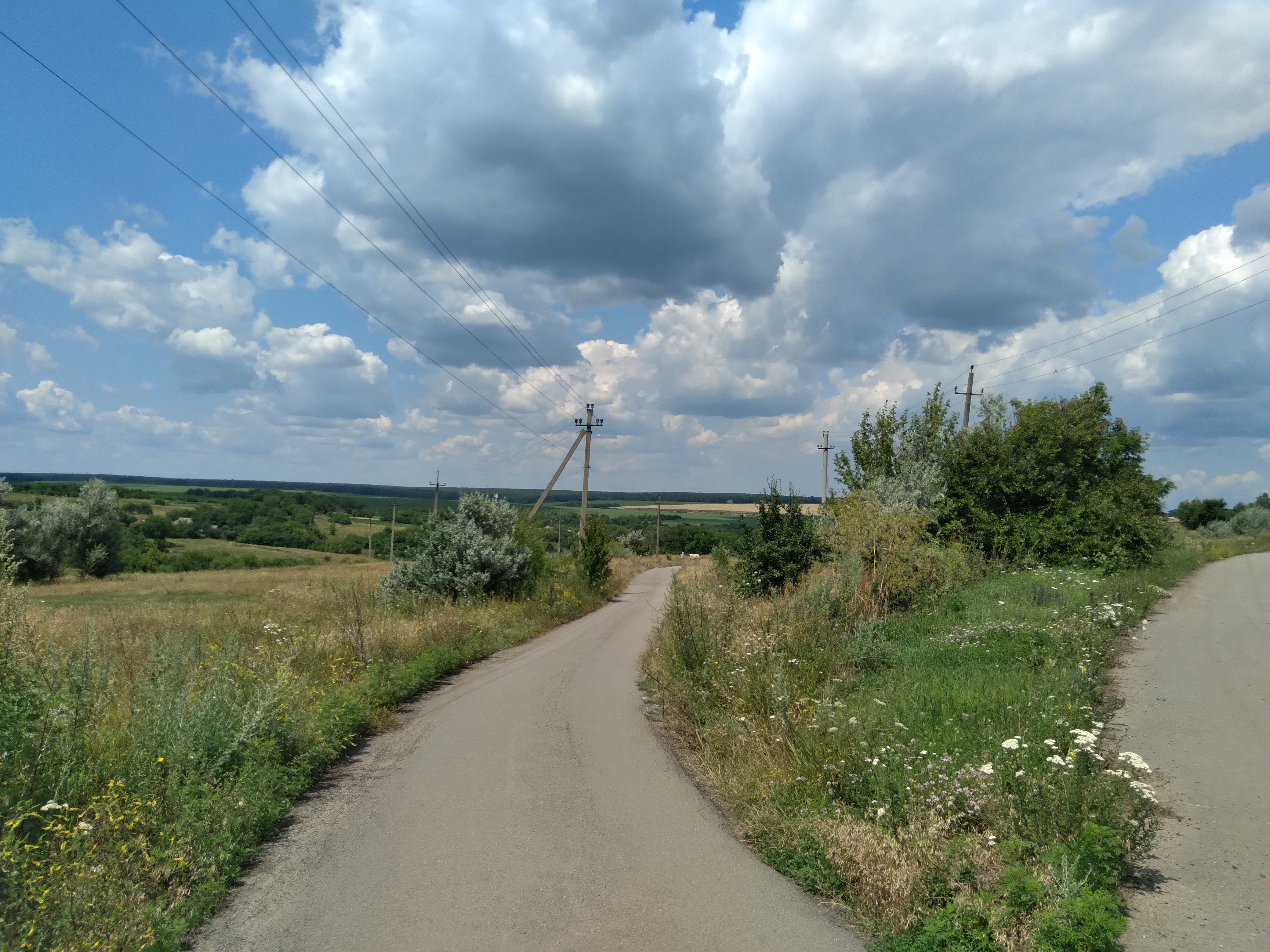
Ländliche Landschaft

## Geschichte
Das Dorf wurde 1760 vom serbischen Adligen Vasa Simich während der Zeit Neuserbiens gegründet, und der Vorname des Dorfes – Wasowka – leitet sich von ihm ab. Das Dorf änderte seinen Namen mehrmals, bis es seinen heutigen Namen erhielt –Hostynne.

## Geographie
Das Dorf liegt am Rande des Naturparks Tschornyj Lis (Чорний ліс - "Schwarzer Wald"), 5 km nördlich der Stadt Snamjanka. Der Fluss Rudka fließt durch das Gebiet des Dorfes.

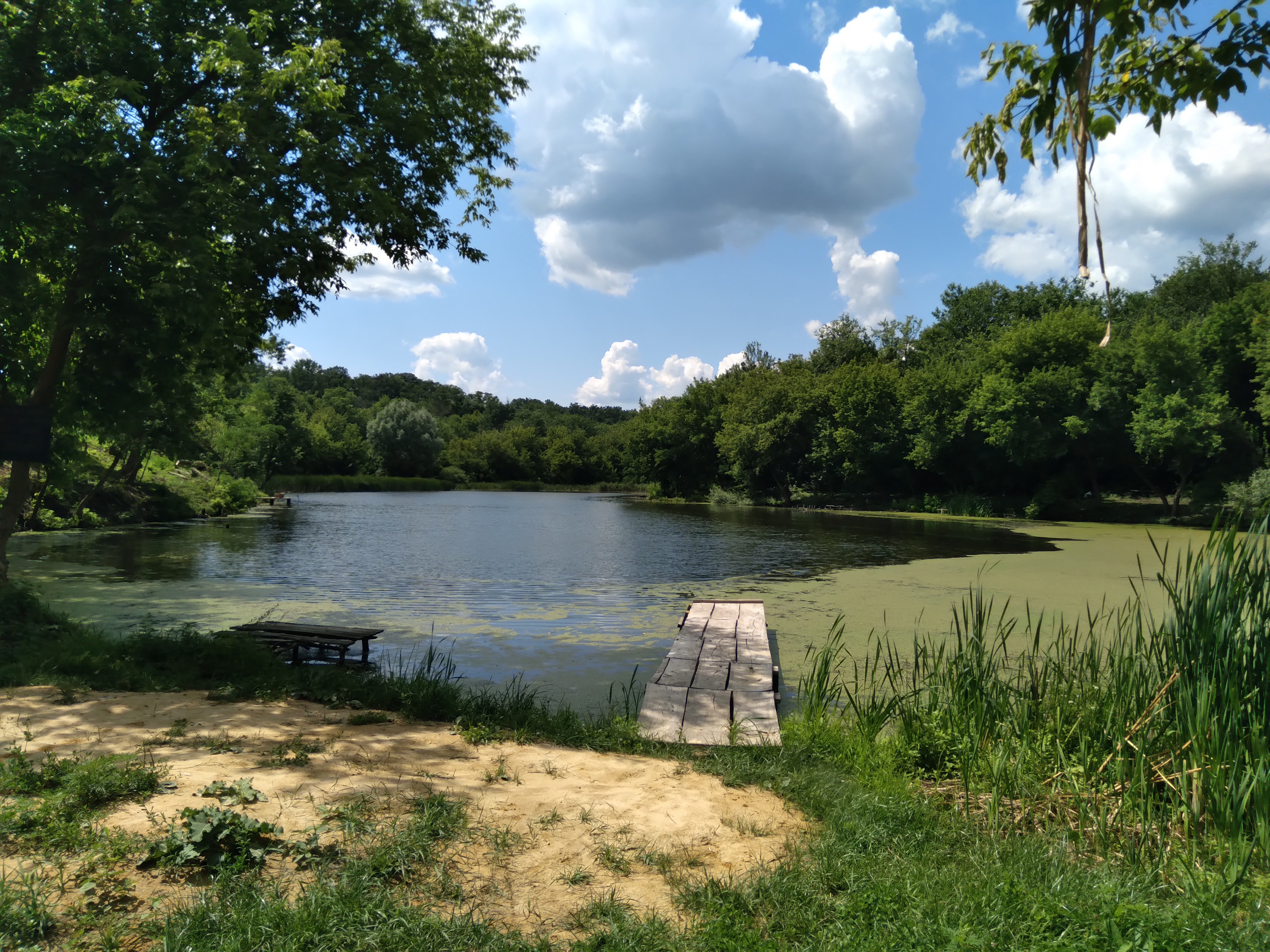
Eine Brücke über den Fluss Rudka

Am 12. Juni 2020 wurde das Dorf zum Zentrum der neugegründeten Landgemeinde Dmytriwka, bis dahin war sie Teil der gleichnamigen Landratsgemeinde Dmytriwka (Дмитрівська сільська рада/Dmytriwska silska rada) im Osten des Rajons Snamjanka.
Am 17. Juli 2020 kam es im Zuge einer großen Rajonsreform zum Anschluss des Rajonsgebietes an den Rajon Kropywnyzkyj.